# 미니애폴리스
미니애폴리스(영어: Minneapolis, 문화어: 미네아폴리스, 영어 발음: /ˌmɪniˈæpəlɪs/)는 미국 미네소타주 최대의 도시이다. 미시시피강을 끼고 발달했다. 기능적으로는 일체가 된 도시를 형성하고 있다. 교통의 요충이며 경치가 좋다. 미네소타주 주도인 세인트폴과 맞닿아 있어 쌍둥이 도시라 불리고 있다. 미니애폴리스의 2015년 추산 인구는 410,939명이다. 대도시권 인구는 약 350만명이다. 미니애폴리스는 세계 최대 곡물(穀物)집산지의 하나로서 제분·아마인유·버터 등의 식품공업 외에 자동차·기계공업 등이 있다. 시를 흐르는 미시시피강에 있는 앤도니 폭포는 동력원으로 미니애폴리스의 발전에 기여하였다.

## 주민
| 인구조사            | 인구    | Note  | %±     |
| ------------------- | ------- | ----- | ------ |
| 1860년              | 5,809   |       | —      |
| 1870년              | 13,066  |       | 124.9% |
| 1880년              | 46,887  |       | 258.8% |
| 1890년              | 164,738 |       | 251.4% |
| 1900년              | 202,718 |       | 23.1%  |
| 1910년              | 301,408 |       | 48.7%  |
| 1920년              | 380,582 |       | 26.3%  |
| 1930년              | 464,356 |       | 22.0%  |
| 1940년              | 492,370 |       | 6.0%   |
| 1950년              | 521,718 |       | 6.0%   |
| 1960년              | 482,872 |       | −7.4%  |
| 1970년              | 434,400 |       | −10.0% |
| 1980년              | 370,951 |       | −14.6% |
| 1990년              | 368,383 |       | −0.7%  |
| 2000년              | 382,618 |       | 3.9%   |
| 2010년              | 382,578 |       | 0.0%   |
| 2019 (추산)         | 429,606 | [ 4 ] | 12.3%  |
| US Decennial Census |         |       |        |

미니애폴리스의 주민들 중 대략 3분의 2는 유럽인 계통이다. 주요 인구 집단은 독일, 노르웨이, 스웨덴, 영국 계통이다. 아프리카계 미국인은 인구의 대략 18 퍼센트를 차지한다. 히스패닉은 시민들의 대략 6 퍼센트를 차지하며, 인구 중 빠르게 번창하는 집단인 아시아인들은 대략 6 퍼센트이다. 대략 2 퍼센트는 아메리카 인디언들이며, 미니애폴리스는 미국의 여러 도시 중에 가장 큰 아메리카 인디언 인구를 가진 도시이다.

## 경제

### 상업과 공업
서비스업은 미니애폴리스의 근로자 분포 중 큰 비율을 차지한다. 도매상과 소매상, 제조업도 또한 도시의 많은 시민들을 고용하는 편이다. 중요한 도매상과 소매상 회사 여러 개가 도시에 본사를 두고 있다. 미국 중서부 지역에서는 시카고 지역 다음으로 큰 경제권을 미니애폴리스-세인트폴 지역이 형성하고 있다.
미니애폴리스는 주요 금융의 중심지이며, 6개의 주 지방에 봉사하는 나인스 연방 준비 은행 구역의 본부이다. 포춘 500 (Fortune 500) 기업 중 17개 기업이 미니애폴리스-세인트폴에 본사를 두고 있다.
도시는 상업적 인쇄와 밀가루 제분의 중심지이다. 다른 중요한 경제적 활동에는 의료 장치와 산업적 기계의 생산이 있다.

### 교통
항공사들은 미니애폴리스-세인트폴 국제공항을 이용한다. 일부 화물 열차선이 운행되며, 승객 열차는 세인트폴의 터미널을 이용한다. 미니애폴리스의 20개의 다리가 미시시피강을 가로지르고 있다. 주간 도로를 포함한 일부 주요 고속도로가 도시를 관통하고 있다. 미니애폴리스-세인트폴 지역은 국가에서 최고의 트럭 터미널 중 하나이다. 노상 전철 2개선이 현재 운영 중이며, 향후 확장을 앞두고 있다.

### 통신
미니애폴리스는 유일한 일간 신문 "스타 트리뷴"을 가지고 있다. 일부 텔레비전과 라디오 방송국이 이 지역에서 방송된다.

## 스포츠
미니애폴리스를 연고로 하는 프로스포츠팀은 메이저 리그 야구의 미네소타 트윈스, NHL 아이스하키팀의 미네소타 와일드, NBA 농구의 미네소타 팀버울브스, NFL 풋볼의 미네소타 바이킹스, WNBA 여자농구의 미네소타 링크스, 메이저 리그 축구 미네소타 유나이티드 FC가 있다.

## 역사

### 초기의 역사
현재 미니애폴리스 지역에는 수족 인디언들이 한번 농사를 짓고, 사냥을 하였다. 1680년, 벨기에의 탐험가이자, 선교사인 루이 엔느팽이 이 대지를 방문한 첫 유럽인이 되었다. 1819년, 미국 육군은 거기에 있던 임시 건물에 세인트앤서니 요새를 설립하였다. 1820년부터 1822년까지 조시아 스넬링 대령 아래의 미군들은 세인트앤서니 요새를 세웠다. 스넬링 요새는 30년 동안 교역의 중심지와 북부의 황야와 서부의 평원으로 향하는 문길의 역할을 하였다.

### 산업적 발전
1840년대 동안에 지역의 거대한 숲들이 메인주에서 온 벌목공들을 끌어들였다. 벌목공들은 세인트앤서니 폭포 근처에 제재소들을 세웠다. 1849년, 세이트앤서니의 마을이 폭포의 동쪽에 설립되었다. 앤서니 공동체는 폭포의 서쪽에서 개발되었다. 1852년, 정착자들은 서부 마을의 이름을 지을 때 미니애폴리스를 선택하였다. 1855년, 세인트앤서니는 도시가 되었다. 1867년, 미니애폴리스는 도시로서 합병되었으며, 1872년에는 두 개의 도시가 미니애폴리스라는 이름으로 병합되었다.
1854년, 제분업자들이 지역의 풍부한 밀의 밭의 장점을 삼아 미니애폴리스에 큰 제분소를 지었다. 밀가루 제분업이 곧 미니애폴리스의 주요 산업이 되었다. 1870년에 들어서, 미니애폴리스는 주의 주요한 벌목의 중심지가 되었다. 1870년대에 밀가루를 뿌리는 장치가 미니애폴리스에서 완성되었다. 그 장치는 제분업자들이 비용이 들지 않는 봄밀에서 높은 품질의 밀가루를 만들 수 있도록 하였다. 큰 밀가루 제분소들이 도시를 번창하는 도움을 주었다. 1880년에 들어서, 미니애폴리스의 인구는 46,877명이었다.
1882년, 미니애폴리스는 세계에서 주요한 밀가루 제분의 중심지가 되었다. 미니애폴리스와 세인트폴은 둘다 이 시기에 중요한 교통의 중심지로 발전하였다. 그러나 미니애폴리스는 도시가 더욱 거대한 산업 발전을 경험하였기 때문에 세인트폴보다 더 빨리 번영하였다. 1890년에 들어서, 미니애폴리스의 인구는 164,738명이었다.
1800년대 후반 동안에 증기력을 가진 기계 이용의 증가는 도시의 벌목업의 재빠른 번창으로 이끌었다. 1899년부터 1905년까지 미니애폴리스는 재목 생산에서 세계를 이끌었다. 그러나 1906년에 들어서 가까이 있는 숲들의 대부분이 벌목되어 도시의 벌목 교역은 날카롭게 쇠퇴하였다. 미니애폴리스의 인구는 1900년 202,718명에서 1910년 301,408명으로 자라났다.
1916년, 제너럴 밀즈, 필스버리 회사와 다른 지역 상사들은 미니애폴리스가 "제분의 도시"로 알려지게 된 밀가루의 큰 양을 만들었다. 그러나 1920년대 동안에 화물 비율의 증가가 곡물 회사들이 제분소들을 국가의 다른 부분들에서 설립하게 된 원인을 가져왔다. 1930년, 뉴욕주 버펄로가 세계 제1의 밀가루 생산지로서 미니애폴리스를 대신하였다. 그해 미니애폴리스의 인구는 464,356명이었다.
제2차 세계 대전 이후에 미니애폴리스는 컴퓨터, 전자 용품과 농기구 제조업의 주요한 도시가 되었다. 1950년에 들어서 다운타운 지역이 낡고 초라해졌다. 주민들과 기업들은 1950년대 동안에 외곽들로 이주하기 시작하였다. 인구는 1950년, 521,718명에서 1960년, 482,872명으로 떨어졌다. 그러나 광역생활권의 인구는 증가하였다.

### 다운타운 개발
1950년대 이래 개인 측량인들이 다운타운 지역을 재개발하는 데 꽤 많은 돈을 썼다. 1958년, 게이트웨이 구역 부흥 프로젝트가 1970년대에 크게 완공되었다. 그 구역은 아파트와 사무소 건물들의 특색을 이루었고, 도시의 중심부의 18 블록을 덮는다. 1968년, 니콜레트 몰이 완공되었고, 1972년에는 IDS 센터가 완공되었다.
1980년대 후반에 니콜레트 몰은 주요한 재개발로서, 새로운 백화점들이 열어 소매상의 쇠퇴를 부추겼다. 헤네핀 애비뉴 사이에 오락 구역들이 부흥하였다.
1990년대에 강변 지대에 재개발이 주목 받기 시작했다. 어떤 프로젝트는 거주의 사용을 위한 낡은 상업 건물들의 리모델링과 새로운 거주 건물들의 건설을 포함하였다.

### 최근의 발전
1993년, 투표자들은 샤론 세일즈 벨턴을 시장으로 선출하였다. 세일즈 벨턴은 아프리카계 미국인 처음으로, 여성으로서 처음으로 도시의 시장을 지냈다. 그녀는 2002년까지 그 직에 있었다.
2000년에 들어서 미니애폴리스의 인구는 382,618명이었다. 인구는 1990년대 동안에 대략 4 퍼센트나 번창하였다.
2004년, 주의 첫 경궤도 시스템이 미니애폴리스에서 운영되기 시작하였다. 그 철도는 다운타운과 몰 오브 아메리카 사이를 달린다. 2006년, 새로운 미니애폴리스 중앙 도서관이 다운타운에 개장하였고, 새로운 거스리 극장이 강변 지대에 완공되었다.
2007년, 8월 1일 미니애폴리스에서 미시시피 강을 가로지르는 인터스테이트 35번 다리가 무너져, 13명의 사람들이 사망하고 대략 100명이 부상을 당하였다. 투자인들이 추진하였으나, 공무원들은 다리가 침식, 진동, 풍화 작용과 무게를 포함한 요인들 때문에 다리가 무너질 것 같았다고 말하였다.

## 기후
| 미니애폴리스 (세인트폴 국제공항)의 기후                                                        | 미니애폴리스 (세인트폴 국제공항)의 기후 | 미니애폴리스 (세인트폴 국제공항)의 기후 | 미니애폴리스 (세인트폴 국제공항)의 기후 | 미니애폴리스 (세인트폴 국제공항)의 기후 | 미니애폴리스 (세인트폴 국제공항)의 기후 | 미니애폴리스 (세인트폴 국제공항)의 기후 | 미니애폴리스 (세인트폴 국제공항)의 기후 | 미니애폴리스 (세인트폴 국제공항)의 기후 | 미니애폴리스 (세인트폴 국제공항)의 기후 | 미니애폴리스 (세인트폴 국제공항)의 기후 | 미니애폴리스 (세인트폴 국제공항)의 기후 | 미니애폴리스 (세인트폴 국제공항)의 기후 | 미니애폴리스 (세인트폴 국제공항)의 기후 |
| 월                                                                                             | 1월                                     | 2월                                     | 3월                                     | 4월                                     | 5월                                     | 6월                                     | 7월                                     | 8월                                     | 9월                                     | 10월                                    | 11월                                    | 12월                                    | 연간                                    |
| ---------------------------------------------------------------------------------------------- | --------------------------------------- | --------------------------------------- | --------------------------------------- | --------------------------------------- | --------------------------------------- | --------------------------------------- | --------------------------------------- | --------------------------------------- | --------------------------------------- | --------------------------------------- | --------------------------------------- | --------------------------------------- | --------------------------------------- |
| 역대 최고 기온 °C (°F)                                                                         | 14 (58)                                 | 18 (64)                                 | 28 (83)                                 | 35 (95)                                 | 41 (106)                                | 40 (104)                                | 42 (108)                                | 39 (103)                                | 40 (104)                                | 32 (90)                                 | 25 (77)                                 | 20 (68)                                 | 42 (108)                                |
| 일평균 최고 기온 °C (°F)                                                                       | −4.7 (23.6)                             | −1.9 (28.5)                             | 5.4 (41.7)                              | 13.7 (56.6)                             | 20.7 (69.2)                             | 26.1 (79.0)                             | 28.6 (83.4)                             | 27.1 (80.7)                             | 22.7 (72.9)                             | 14.5 (58.1)                             | 5.5 (41.9)                              | −1.8 (28.8)                             | 13.0 (55.4)                             |
| 일일 평균 기온 °C (°F)                                                                         | −8.8 (16.2)                             | −6.3 (20.6)                             | 0.7 (33.3)                              | 8.4 (47.1)                              | 15.3 (59.5)                             | 20.9 (69.7)                             | 23.5 (74.3)                             | 22.1 (71.8)                             | 17.5 (63.5)                             | 9.7 (49.5)                              | 1.6 (34.8)                              | −5.6 (22.0)                             | 8.3 (46.9)                              |
| 일평균 최저 기온 °C (°F)                                                                       | −12.9 (8.8)                             | −10.7 (12.7)                            | −3.9 (24.9)                             | 3.1 (37.5)                              | 9.9 (49.9)                              | 15.8 (60.4)                             | 18.5 (65.3)                             | 17.1 (62.8)                             | 12.3 (54.2)                             | 4.9 (40.9)                              | −2.4 (27.7)                             | −9.3 (15.2)                             | 3.6 (38.4)                              |
| 역대 최저 기온 °C (°F)                                                                         | −41 (−41)                               | −36 (−33)                               | −36 (−32)                               | −17 (2)                                 | −8 (18)                                 | 1 (34)                                  | 6 (43)                                  | 4 (39)                                  | −3 (26)                                 | −12 (10)                                | −32 (−25)                               | −39 (−39)                               | −41 (−41)                               |
| 평균 강수량 mm (인치)                                                                          | 23 (0.89)                               | 22 (0.87)                               | 43 (1.68)                               | 74 (2.91)                               | 99 (3.91)                               | 116 (4.58)                              | 103 (4.06)                              | 110 (4.34)                              | 77 (3.02)                               | 66 (2.58)                               | 41 (1.61)                               | 30 (1.17)                               | 803 (31.62)                             |
| 평균 강설량 cm (인치)                                                                          | 28 (11.0)                               | 24 (9.5)                                | 21 (8.2)                                | 8.9 (3.5)                               | 0.0 (0.0)                               | 0.0 (0.0)                               | 0.0 (0.0)                               | 0.0 (0.0)                               | 0.0 (0.0)                               | 2.0 (0.8)                               | 17 (6.8)                                | 29 (11.4)                               | 130 (51.2)                              |
| 평균 강수일수 (≥ 0.01 인치)                                                                    | 9.6                                     | 7.8                                     | 9.0                                     | 11.2                                    | 12.4                                    | 11.8                                    | 10.4                                    | 9.8                                     | 9.3                                     | 9.5                                     | 8.3                                     | 9.7                                     | 118.8                                   |
| 평균 강설일수 (≥ 0.1 인치)                                                                     | 9.3                                     | 7.3                                     | 5.2                                     | 2.4                                     | 0.1                                     | 0.0                                     | 0.0                                     | 0.0                                     | 0.0                                     | 0.6                                     | 4.5                                     | 8.8                                     | 38.2                                    |
| 평균 상대 습도 (%)                                                                             | 69.9                                    | 69.5                                    | 67.4                                    | 60.3                                    | 60.4                                    | 63.8                                    | 64.8                                    | 67.9                                    | 70.7                                    | 68.3                                    | 72.6                                    | 74.1                                    | 67.5                                    |
| 평균 월간 일조시간                                                                             | 156.7                                   | 178.3                                   | 217.5                                   | 242.1                                   | 295.2                                   | 321.9                                   | 350.5                                   | 307.2                                   | 233.2                                   | 181.0                                   | 112.8                                   | 114.3                                   | 2,710.7                                 |
| 가능 일조율                                                                                    | 55                                      | 61                                      | 59                                      | 60                                      | 64                                      | 69                                      | 74                                      | 71                                      | 62                                      | 53                                      | 39                                      | 42                                      | 59                                      |
| 출처: 미국 해양대기청 (평년값: 1991년~2020년, 극값: 1872년~현재, 상대습도/일조: 1961년~1990년) |                                         |                                         |                                         |                                         |                                         |                                         |                                         |                                         |                                         |                                         |                                         |                                         |                                         |

## 자매 도시
- 칠레 산티아고 (1961년)
- 핀란드 쿠오피오 (1972년)
- 일본 이바라키시 (1980년)
- 러시아 노보시비르스크 (1988년)
- 프랑스 투르 (1991년)
- 중국 하얼빈시 (1992년)
- 케냐 엘도렛 (2000년)
- 대한민국 충청남도 홍성군 (2005년)
- 스웨덴 웁살라 (2000년)
- 멕시코 쿠에르나바카 (2008년)
- 대한민국 경상북도 문경시 (2018년)

## 같이 보기
- USS 미니애폴리스